# Rhabdogaster cinerascens
Rhabdogaster cinerascens là một loài ruồi trong họ Asilidae. Rhabdogaster cinerascens được Wulp miêu tả năm 1899.